# Trox atrox
Trox atrox là một loài bọ cánh cứng trong họ Trogidae.

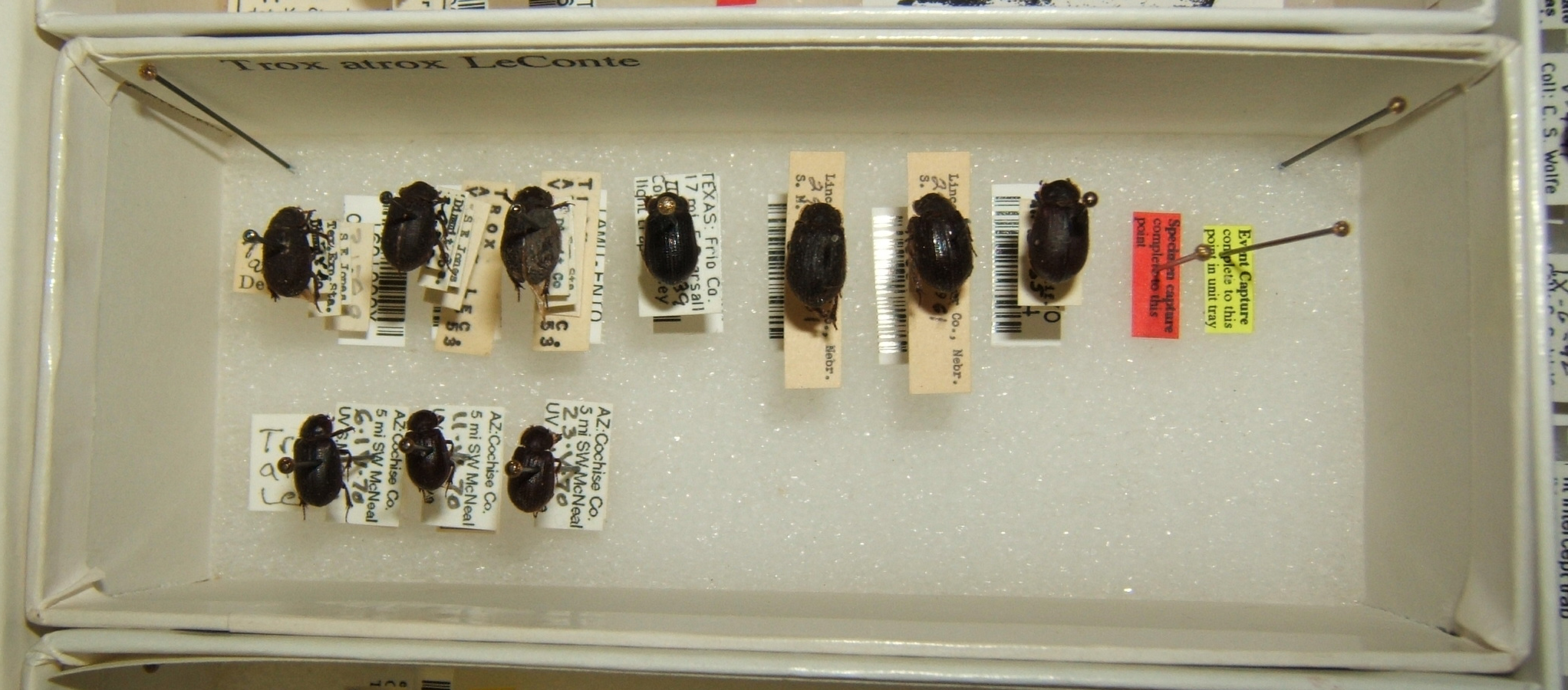
Trox atrox variation